# Chiesa di San Carlo Borromeo (Biasca)
La chiesa parrocchiale di San Carlo Borromeo è un edificio religioso che si trova a Biasca, in Canton Ticino.

## Storia
Costruita da Giuseppe Martinoli su progetto di Carlo Maciachini, non fu mai portata a termine.

## Descrizione
La chiesa ha una pianta a croce greca. La copertura è a cupola di tipo ottagonale con una volta a padiglione.